# Ilias Vattis
Ilias Vattis (* 28. Februar 1986 in Zypern) ist ein ehemaliger Fußballspieler und Nationalspieler für Zypern.

## Nationalmannschaft
Ilias Vattis absolvierte zwei Einsätze für die zypriotische Nationalmannschaft. Sein Debüt gab er am 6. Februar 2007 in einem Freundschaftsspiel gegen Ungarn, das Zypern mit 2:1 gewann. Er wurde für die letzten 16 Minuten eingewechselt. Einen Tag später kam er erneut in einem Testspiel gegen Bulgarien zum Einsatz, das Zypern mit 0:3 verlor. In dieser Partie spielte er für 12 Minuten.
Zudem wurde er am 8. Juni 2013 für ein WM-Qualifikationsspiel gegen die Schweiz in den Kader berufen, blieb jedoch ohne Einsatz. Die Partie endete mit einer 0:1-Niederlage für Zypern.